# 西安飛機工業公司
座標: 北緯43度07分24.46秒 東経132度20分24.77秒 / 北緯43.1234611度 東経132.3402139度
西安飛機工業（集団）公司(Xi'an Aircraft Industrial (Group) Corporation、西安飞机工业（集团）有限责任公司)は中華人民共和国陝西省西安市閻良区に位置する航空機製造会社である。1958年に創立され、現在2万人を越える従業員を擁している。中国航空工業第一集団公司に隷属し、中型、大型航空機の生産、研究のほか、航空機部品の製造や、旅客機の整備を行っている。

## 主要製品

### 航空機
旅客機
- MA60 - ターボプロップ旅客機。

爆撃機
- JH-7
- H-6 - Tu-16のデッドコピー。

輸送機
- Y-7 - 双発ターボプロップ輸送機、An-24のデッドコピー。
- Y-8 - 4発ターボプロップ輸送機。An-12のデッドコピー。
- Y-20 - 最大離陸重量220tの4発ターボファン輸送機。

練習機
- Y-7H - Y-7-100を練習機に改造した機体。

### 無人航空機
- HH-100 - 民間貨物無人機。2024年時点で開発中。

### 航空機部品
- COMAC C909 - 中国商用飛機製造。主翼および胴体部分のパーツを担当。